# Palmar (Costa Rica)
Palmar es un distrito del cantón de Osa, en la provincia de Puntarenas, de Costa Rica.
Palmar es una de las áreas arqueológicas en el pacífico sur de mayor relevancia en Costa Rica. 

## Historia
Su poblado principal es Palmar Norte, ciudad fundada a finales del siglo XIX con el nombre de "Palmar de los Indios". 

## Ubicación
Está situado sobre la margen norte del río Térraba, en la intersección final de la Ruta 34 y la Carretera Interamericana sur.

## Geografía
Palmar cuenta con un área de 250,8 km² y una altitud media de 26 m s. n. m.
El distrito de Palmar corresponde al centro geográfico del cantón de Osa. Está delimitado parcialmente al norte por la larga serranía de la Fila Brunqueña, que se extiende en forma lineal y paralela  a la costa del océano Pacífico.
En su mayor parte, consiste de una llanura aluvial conformada por la cuenca baja del río Térraba. El valle principal que tiene es el Valle de Diquís o Térraba, sitio de importantes hallazgos arqueológicos en Finca 6.

## Demografía
Para el año 2022, Palmar cuenta con una población estimada de 11 219 habitantes, y para el último censo efectuado, en 2011, Palmar contaba con una población de 9815 habitantes.

## Localidades
- Cabecera: Palmar Norte
- Barrios: Betania, Once de Abril, Las Brisas, La luz del mundo.
- Poblados: Alemania, Alto Ángeles, Alto Encanto, Alto Montura, Bellavista, Calavera, Cansot, Cañablancal (Este), Cañablancal (Oeste) Coobó (Progreso), Coquito, Gorrión, Jalaca (parte), Olla Cero, Palma, Paraíso, Primero de Marzo, Puerta del Sol, San Cristóbal, San Francisco (Tinoco), San Gabriel, San Isidro, San Rafael, Santa Elena, Silencio, Trocha, Vergel, Victoria, Zapote.

## Cultura

### Educación
En Palmar se localizan cuatro escuelas públicas y un colegio (sin contabilizar las escuelas de la zona de las fincas):
- Colegio Técnico Profesional de Osa
- Escuela Barrio Alemania
- Escuela Eduardo Garnier
- Escuela Once de Abril
- Escuela de Palmar Sur
- Universidad Estatal a Distancia

### Sitios de interés
- El Sitio arqueológico Finca 6 de la cultura del Diquís se ubica en el distrito, en el barrio de Palmar Sur, y en Palmar Norte, se localiza otro sitio arqueológico llamado Batambal, en el mismo se encuentran restos de los fue un asentamiento indígena con esferas precolombinas.
- El templo católico de Palmar Sur fue construido en 1952 por la United Fruit Company, empresa a cargo de la explotación bananera de la región, bajo la misma tipología arquitectónica de las edificaciones del período construidas por la bananera en la región. La iglesia estuvo bajo la administración de sacerdotes norteamericanos de la Orden Franciscana. Posteriormente asumieron su administración sacerdotes franciscanos nacionales y con la salida de la compañía bananera y de la orden, a mediados de la década de 1980, la administración del templo fue asumida por el Instituto de Hermanas Bethlemitas en 1992. El edificio fue declarado patrimonio histórico y arquitectónico el 10 de abril del 2015.[7]

## Economía
Palmar cuenta con uno de los mayores desarrollos comerciales y de infraestructura del cantón, ya que se encuentran las sucursales de importantes entidades financieras (Coopealianza, Banco de Costa Rica, Banco Nacional, Banco Popular), ferreterías, supermercados, restaurantes y comercio en general.

## Transporte

### Aeropuertos
En la margen sur del río Térraba y conectada con un extenso puente está Palmar Sur, un pueblo residencial. Allí se encuentra el Aeropuerto de Palmar Sur, uno de los más importantes para comunicar a la zona sur del país con vuelos locales desde San José.

### Carreteras
Por Palmar Norte pasan vías como la Carretera Interamericana que comunica hacia el sureste con el Cantón de Golfito, el Cantón de Corredores, Paso Canoas (frontera entre Panamá y Costa Rica) y hacia el Norte el cantón de Buenos Aires de Puntarenas. También pasa la importante Ruta 34 (Costa Rica) mayor conocida como la costanera que da paso hacia San Isidro de El General y la capital San José (Costa Rica). 
Al distrito lo atraviesan las siguientes rutas nacionales de carretera:
- Ruta nacional 2
- Ruta nacional 34
- Ruta nacional 223